# Carlos Ismael Noriega
Carlos Ismael Noriega (*8. října 1959 Lima), americký pilot a kosmonaut. Ve vesmíru byl dvakrát.

## Život

### Studium a zaměstnání
Absolvoval střední školu Wilcox High School v městě Santa Clara (v Kalifornii) , po jejím ukončení v roce 1977 pokračoval ve studiu na University of Southern California. Ukončil jej v roce 1981. V roce 1990 ukončil postgraduální studium na Naval Postgraduate School.
Od roku 1983 byl pilotem helikoptéry, později působil na různých místech a funkcích v USA i Japonsku.
V roce 1994 se zapojil do výcviku budoucích kosmonautů v Houstonu, o dva roky později byl členem jednotky kosmonautů v NASA. Zůstal zde do roku 2005. U NASA zůstal i pak ve vedoucích řídících funkcích.
Oženil se, jeho manželkou se stala Wendy, rozená Thatcherová-

### Lety do vesmíru
Na oběžnou dráhu se v raketoplánu dostal dvakrát s funkcí letový specialista, pracoval na orbitálních stanicích Mir i ISS a strávil ve vesmíru 20 dní, 1 hodinu a 18 minut. Třikrát vystoupil do volného vesmíru (EVA), strávil v něm 19 hodin a 20 minut. Byl 358 člověkem ve vesmíru.
- STS-84 Atlantis (15. května 1997 – 24. května 1997),
- STS-97 Endeavour (1. prosinec 2000 – 11. prosinec 2000)